# 馬氏硬頭魚
馬氏硬頭魚(学名：Craterocephalus marjoriae），為輻鰭魚綱銀漢魚目銀漢魚科的其中一種，分布於澳洲淡水流域，體長可達8.5公分，為熱帶魚類，棲息在流動快速、砂石底質的溪流，生活習性不明。